# اندیس آنومالی غرب کال طاق
آنومالی غرب کال طاق یک اندیس فلزی است که در حوالی شهر میامی استان سمنان قرار دارد و مادهٔ معدنی موجود در آن، طلا است.سنگ میزبان این اندیس کنگلومرا، ماسه‌سنگ، شیل، توف برشی، سنگ آهک، مارن است  در این اندیس، پاراژنز‌های کرومیت، گارنت، شئلیت، اسمیت زونیت، اولیژیست یافت می‌شوند.